# 周宅祠巷圣保禄堂
周宅祠巷天主教堂，位于中国浙江省温州市鹿城区信河街周宅祠巷，系天主教温州（永嘉）教区总堂、温州市天主教爱国会驻地。教堂由圣保禄大堂、圣心堂、神父楼、波兰神父楼、共进会、保禄经言学习所等建筑组成，其中圣保禄大堂曾是温州老城区最高的建筑物。

## 历史
1876年，大清帝国与大英帝国签订《烟台条约》，规定在温州增开通商口岸。:12212月，浙江代牧区主教苏凤文来温，获得温处道台同意后，买下周宅巷一处三进大屋作为教堂。1884年，中法战争期间，温州发生甲申教案，周宅祠巷教堂与城内其他五座教堂一同被焚毁。

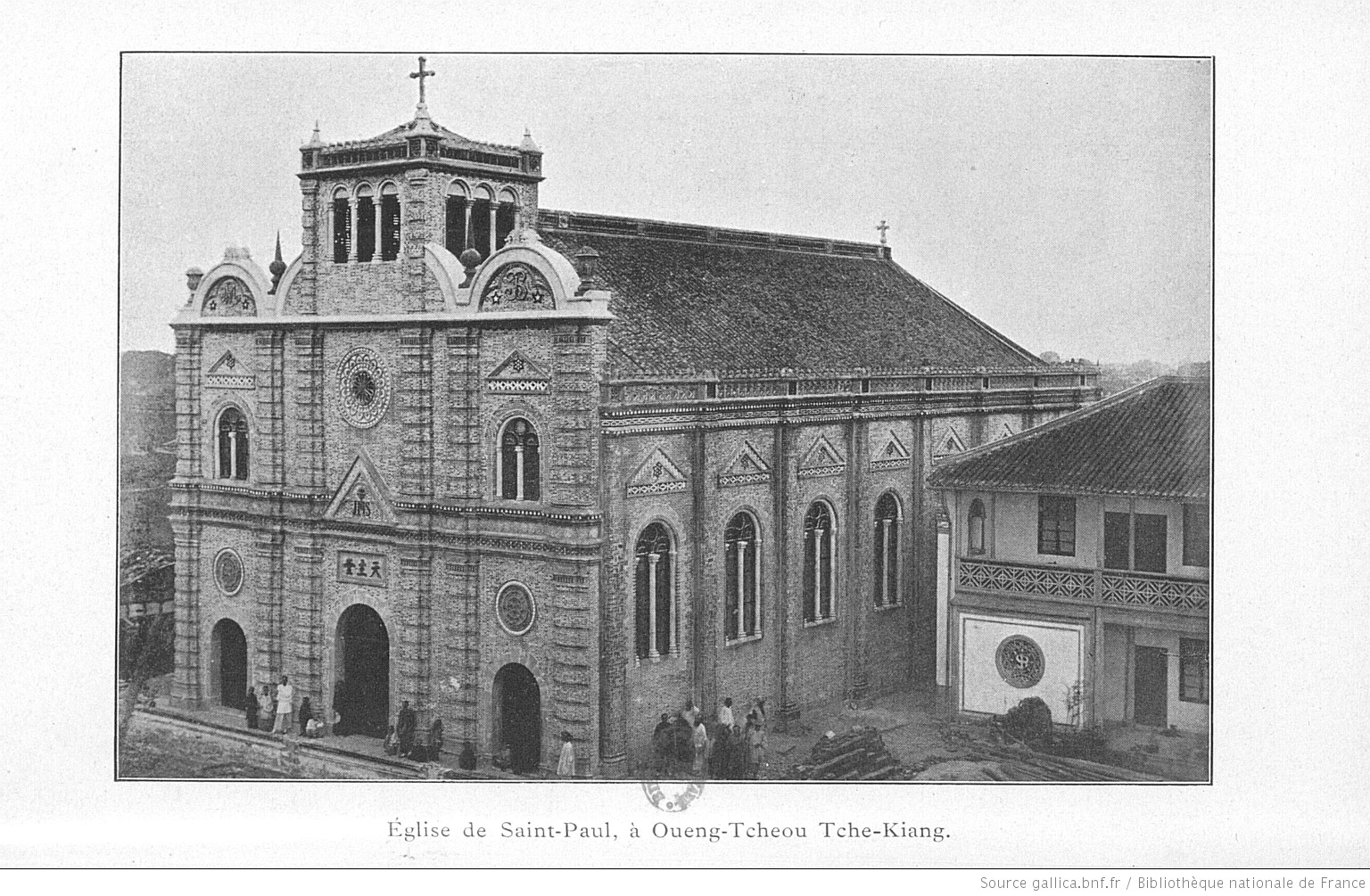
圣保禄大堂，不晚于1897年。钟楼尚未加盖尖塔，屋顶仍为瓦片

1886年，浙江代牧区主教赵保禄来温，设计重建周宅祠巷天主教堂。1887年，神父楼和保禄书院建成。1891年，圣保禄大堂建成。1904年，温州总本堂冯烈鸿（Cyprien Aroud）将圣保禄大堂屋顶换成红色铅板，钟楼加盖六层尖塔，使之成为温州城内最高的建筑物。1935年，温州总本堂顾保禄（Paweł Kurtyka）新建一幢神父住宅，俗称波兰神父楼。
日本侵华战争初期，周边居民每每在日军空袭时进入周宅祠巷天主教堂避难。太平洋战争爆发后，教堂亦成为战机目标，两度遭到轰炸，钟楼顶层受损。
1949年后，温州天主教活动受到压制。1966年9月，文化大革命中，周宅祠巷天主教堂被抄封，教职人员被驱逐，宗教用品和中外书籍运至人民广场焚烧，堂舍改为厂房。1982年，温州天主教爱国会收回教堂，经过翻修，于1983年圣诞节重新开放。:224,229
由于旧城改建、地基软化造成的影响，圣保禄大堂在建成百年之后成为危房：地面沉降，比主干道信河街低0.8米，雨天积水严重；钟楼的存在导致南北两侧沉降不均，倾斜严重；墙体开裂。2001年12月起，大堂停止使用。2006年，浙江省人民政府否决了温州市民宗局提交的拆除重建保禄大堂报告，要求采取维修措施。2011年，温州天主教总堂入选浙江省文物保护单位。2011年起，教堂大规模修缮：为圣保禄大堂新建桩基，然后利用数十个液压千斤顶使教堂恢复水平，再总体顶升1.2米，进而全面维修；在保禄书院原址处重建保禄经言学习所；修缮神父楼、波兰神父楼等建筑。:229

## 大堂建筑
圣保禄大堂是教堂的主建筑。面阔17.5米，进深36.5米，高35.5米。平面呈巴西利卡式；坐北朝南，以利采光；南面开三门，西面有门通往圣心堂，北面有门通往更衣室，东面开侧门。建筑主要呈罗马式风格。门窗拱券均为圆拱。正立面上，粗壮的柱墩将立面分成纵向三段，两条水平装饰带分出横向两层；三段底层各开一门，中间大、两侧小；中段第二层开有玫瑰窗；两侧仅有两层，中段再往上还有两层方形塔楼，上方再伸出六边形尖塔。钟塔内部高六层，可由狭窄楼梯上下。大堂内部净面阔16米，高约12米。肋骨交叉拱起伏交错，线条与束柱状柱墩自然连接。
- 鸟瞰
- 大堂侧面
- 大堂正立面，仰视
- 大堂室内，祭坛方向（自南向北看）
- 大堂室内，入口方向（自北向南看）
- 附属建筑之神父楼

## 注解
1. 1 2  旧称周宅巷。今称周宅祠巷，又写作“周宅寺巷”（在温州方言中同音）。
2. ↑  1932年起，大量波兰遣使会士来温负责教务，包括1934年接任温州总本堂的顾保禄。[3][4]